# Sluipschutters
Sluipschutters is een Nederlands sketchprogramma dat door BNNVARA wordt uitgezonden op NPO 3. In het programma kruipen Ronald Goedemondt, Bas Hoeflaak, Leo Alkemade en Jochen Otten in de huid van verschillende typetjes. Ze maken in hun rol allerlei korte filmpjes met rare situaties en onverwachte grappen. De fragmenten zijn ook los van elkaar op YouTube te zien.

## Seizoenen
Elk seizoen bestaat uit 8 afleveringen, met uitzondering van seizoen 2, dat uit 9 afleveringen bestaat.

### Seizoen 1
Seizoen 1 begon op 26 augustus 2013.

### Seizoen 2
Seizoen 2 startte op 2 november 2015.

### Seizoen 3
Het derde seizoen werd uitgezonden vanaf 27 augustus 2017.

### Seizoen 4
Het vierde seizoen werd vanaf 25 augustus 2019 uitgezonden.

### Seizoen 5
Vanaf 24 januari 2022 werd het vijfde seizoen uitgezonden.

### Seizoen 6
Het schrijven van seizoen 6 startte in januari 2023 en het seizoen werd vanaf 15 januari 2024 uitgezonden.

## Kerstspecial
Na seizoen 2 werden er in aanloop van de kerstdagen korte sketches van sluipschutters tussen de programma's en reclames door uitgezonden. Op 8 december 2015 werden deze fragmenten in 1 volledige aflevering uitgezonden.

## Gastrollen
Gastrollen zijn onder andere gespeeld door: Lieke-Rosa Altink, Myrthe Burger, Maria Noë, Guus Meeuwis, Randy Fokke, Rian Gerritsen, Liesbeth Kamerling, Bianca Krijgsman, Sanne Langelaar en Rosa Reuten.
3 op reis ·
3 op reis midweek ·
Als je alles hebt gehad! ·
ANNE+ ·
Buitenhof ·
College tour ·
Chansons! ·
The dateables ·
Dertigers ·
Dwars door de week ·
Even tot hier ·
Evenblij maakt vrienden ·
First dates ·
Floortje blijft hier ·
Floortje en de ambassadeurs ·
Floortje naar het einde van de wereld ·
Geslacht! ·
De gevaarlijkste wegen van de wereld ·
Hard spel ·
Ik durf het bijna niet te vragen ·
Het instituut ·
Je zal het maar hebben ·
Je zal het maar zijn ·
Jeuk ·
Kanniewaarzijn ·
Kassa ·
Khalid & Sophie ·
Kinderen voor kinderen ·
Klem ·
De kwis ·
Lekker laat! ·
Moby Dick ·
Nu we er toch zijn ·
Oogappels ·
Op vrijdag ·
Op1 ·
Over mijn lijk ·
Pauw ·
Pauw & Jinek: De verkiezingen ·
Per seconde wijzer ·
Proefkonijnen ·
Quiz met ballen ·
Rambam ·
Ranking the stars ·
Risky rivers ·
Sint & De Leeuw ·
Sluipschutters ·
Smeris ·
Sophie & Jeroen ·
De S.P.E.L.show ·
Spuiten en slikken ·
Sterke verhalen ·
De super Freek show ·
Tropenjaren ·
Twee voor twaalf ·
Vier handen op één buik ·
De vooravond ·
Vroege vogels ·
De wereld draait door ·
Zembla ·
Zuidas